# Meru (miasto)
Meru – miasto w Kenii, w hrabstwie Meru. Według spisu z roku 2019 liczy 80,2 tys. mieszkańców. Stolica rzymskokatolickiej diecezji Meru. Działalność gospodarcza obejmuje produkcję drewnianych i żelaznych narzędzi rolniczych, garncarstwo gliniane i wyrobów tkanych. 